# Спасо-Бардинский сельский совет
Спасо-Бардинский сельский Совет — сельский совет, входящий в Кишертский район Пермского края.

## История
Спасо-Бардинский сельский Совет образован в 1918 году по распоряжению Совета народных комиссаров, Центр Совета - село Спасо-Барда. Расстояние до районного центра с. Усть-Кишерть - 8 км. В состав Совета входит 7 населенных пунктов: с. Спасо-Барда, д.д. Грамолята, Заполено, Полетаево, Макарята, Пятково, Сергино.
На бюджете Совета: библиотека, дом досуга, неполная средняя и начальная школы, детский сад, фельдшерско-акушерский пункт.
С 1924 до 1930 годы Спасобардинское общество входило в состав Черноярской волости.
В 1954 году на основании Указа Президиума Верховного Совета РСФСР "Об укрупнении сельских Советов" к Спасо-Бардинскому сельскому Совету присоединен Сергинский сельский Совет. В 1960 году к Спас-Бардинскому Совету присоединены деревни Пятково и Казарино (в настоящее время д. Казарино не существует).
В связи с укрупнением районов Пермской области с 1962 по 1965 годы Спасо-Бардинский Совет входит в состав Кунгурского района, а с ноября 1965 - вновь возвращен в Кишертский район.
На территории сельского Совета расположен совхоз "Спасбардинский". Направление деятельности его семеноводческое.
В 1992 году в названии исполнительного комитета Спасо-Бардинского сельского Совета народных депутатов произошли изменения. В соответствии с Указом Президента РСФСР "О порядке назначения глав администраций" от 25. II 1991 № 239 3 марта постановлением главы администрации Кишертского района № 39 назначен глава администрации Спасо-Бардинского сельсовета. С этого момента исполнительно-распорядительный орган на части территории Кишертского района называется администрацией Спасо-Бардинского сельсовета.
Администрация является структурным подразделениям в составе администрации Кишертского района и подотчетна ей по вопросам своей деятельности. Полномочия администрации определяются действующим законодательством, Уставом Кишертского района, положением об администрации сельсовета, актами Земского Собрания района и главы администрации района.
В ведении администрации сельсовета находятся вопросы комплексного социально-экономического развития территории; развитие жилищно-коммунального хозяйства; бюджетно-финансовой работы; управление муниципальной собственностью; регулирование земельных отношений.
Глава администрации сельсовета осуществляет свои полномочия на принципах единоначалия, обеспечивает реализацию на территории сельсовета решений органов самоуправления района. Глава администрации назначается администраций района по согласованию с Земским Собранием сроком на 4 года.
В соответствии с Федеральным Законом от 6 октября 2003 года №131-ФЗ "Об общих принципах организации местного самоуправления в Российской Федерации" с 1 января 2006 года территория Спасо-Бардинского сельсовета вошла в состав муниципального образования "Усть-Кишертское сельское поселение" с административным центром с. Усть-Кишерть и состоящее из населенных пунктов, границы которого определены Законом Пермской области от 10.11.2004 года № 1723-350 "Об утверждении границ и наделении статусом муниципальных образований Кишертского района Пермской области". В состав Усть-Кишертского сельского поселения входят территории следующих населенных пунктов: с. Усть-Кишерть, с. Седа, с. Спасо-Барда, д.д. Гарино, Грамолята, Заполено, Макарята, Махали, Низкое, Полетаево, Пятково, Саламатово, Сергино, Частые, Чирки.
Структуру органов местного самоуправления Усть-Кишертского сельского поселения составляют:
• Представительный орган муниципального образования - Совет депутатов Усть-Кишертского сельского поселения;
• Высшее должностное лицо муниципального образования - глава Усть-Кишертского сельского поселения - избирается тайным голосованием из числа депутатов Совета депутатов сроком на 3 года;
• Исполнительно-распорядительный орган муниципального образования - администрация Усть-Кишертского сельского поселения;
Глава администрации поселения назначается по конкурсу Советом депутатов сельского поселения сроком на 3 года.
Полномочия органов местного самоуправления определены Уставом поселения.
Администрация Спасо-Бардинского сельсовета как юридическое лицо ликвидирована.

## Состав
В состав Спасо-Бардинского сельсовета входят 7 населенных пунктов:
Село:
- Спасо-Барда

Деревни:
- Заполено
- Макарята
- Грамолята
- Сергино
- Пятково
- Полетаево